# Frano Matušić
Frano Matušić (ur. 18 marca 1961 w Dubrowniku) – chorwacki polityk, samorządowiec, nauczyciel i muzyk, wiceminister turystyki, poseł krajowy i obserwator w Parlamencie Europejskim (2012–2013).

## Życiorys
W 1987 ukończył studia na Akademii Muzycznej w Zagrzebiu, specjalizując się w grze na gitarze. Rozpoczął później pracę jako nauczyciel gry na gitarze w szkole artystycznej w Dubrowniku, od 1992 do 1996 będąc jej dyrektorem. W 1993 założył trio gitarowe, a w 1994 – chór kameralny. Od 1996 do 2000 był szefem Festiwalu Letniego w Dubrowniku. W 1994 został przewodniczącym Chorwackiego Stowarzyszenia Nauczycieli Muzyki i Tańca. Był wielokrotnie nagradzany za działalność muzyczną solo i w zespołach, koncertował także w Europie i na świecie.
W 1992 zaangażował się działalność polityczną w ramach Chorwackiej Wspólnoty Demokratycznej. Od 1993 do 1995 był przewodniczącym partii w Dubrowniku, a od 2002 do 2012 – w żupanii dubrownicko-neretwiańskiej. W latach 2004–2014 zasiadał również w krajowych władzach ugrupowania. Od 1994 do 1998 zasiadał w zarządzie żupanii dubrownicko-neretwiańskiej jako członek odpowiedzialny za kulturę. W 1997 wybrano go rady miejskiej Dubrownika, a w 2001 – do rady żupanii, gdzie został szefem klubu CWD. W latach 2001–2004 był także wiceburmistrzem miasta.
W 2004 uzyskał mandat posła do Zgromadzenia Chorwackiego. Odnawiał go po wyborach parlamentarnych w 2007 i 2011, w parlamencie był m.in. przewodniczącym komisji ds. polityki zagranicznej (2009–2011). Od 2004 do 2015 reprezentował Chorwację w Zgromadzeniu Parlamentarnym Rady Europy, w tym od 2004 do 2011 jako szef delegacji. Od 2007 do 2015 pozostawał przedstawicielem kraju w Zgromadzeniu Parlamentarnym Organizacji Bezpieczeństwa i Współpracy w Europie. Od kwietnia 2012 do czerwca 2013 miał status obserwatora w Parlamencie Europejskim. W tym gremium zasiadł w Komitecie ds. Kultury i Edukacji, przystąpił do Europejskiej Partii Ludowej (EPP). W 2013 i 2014 nie ubiegał się o mandat eurodeputowanego. Pełnił później funkcję sekretarza stanu w Ministerstwie Turystyki, do 2018 zasiadał także w zarządzie krajowej organizacji nadzorującej mienie państwowe.
W 1998 został odznaczony Orderem Chorwackiej Jutrzenki.